# José Antônio da Silva
José Antonio da Silva (Sales de Oliveira, 12 de março de 1909 – São Paulo, 1996) foi um pintor brasileiro.

## Biografia
Artista (pintor e escritor) autodidata, pintou o desbravamento e a implantação da agricultura na região noroeste do estado de São Paulo. Viveu a maior parte de sua vida na cidade de São José do Rio Preto onde existe um museu, fundado por ele próprio, com algumas de suas obras. É considerado um artista naif ou primitivo. Autor de livros, como o "Romance de minha vida", publicado em 1949, "Maria Clara" em 1970 e "Sou pintor, sou poeta" em 1981, Também gravou dois Long Plays em Vinil contando "causos" e falando sobre sua vida. Foi retratado em um curta-metragem dirigido por Carlos Augusto Calil " Quem não conhece o Silva?". Retratou em sua obra a transformação da mata em lavoura e a transformação de um país agrário em urbano.
Em 1931, José Antônio da Silva mudou-se para São José Do Rio Preto. Participou da exposição de inauguração da Casa de Cultura da cidade, em 1946, suas pinturas chamaram atenção dos críticos, Lourival Gomes Machado (1917-1967) Paulo Mendes de Almeida (1905-1986) e do filósofo João Cruz e Costa. A partir daí o autodidata de formação, que exerceu também atividades na lavoura até ser descoberto.

## Características de suas obras
As características de suas primeiras obras são de cores mais frias e escuras, a partir de 1948, realiza paisagens de caráter mais lírico, empregando uma gama cromática mais viva e variada. Nesta época mostra influencia do artista Van Gogh, baseado no pontilhismo.
Apresenta em suas telas espaços amplos, abertos e temas ligados a vida no campo, como "o algodoal", "os cafezal" e o "boi no pasto", que acabam tornando-se sua produção mais conhecida. Como nota o crítico P.M. Bardi, o artista revela grande espontaneidade na abstração dos detalhes em suas telas, onde, por exemplo, fileiras de pontos brancos indicam o algodoal. Destacam-se em sua obra o desenho expressivo, o senso da cor e o caráter de fantasia. Silva percorre uma grande variedade de temas: natureza-morta, pintura sacra, marinha, pintura histórica e de gênero. Algumas telas possuem um tom irônico. Nos quadros realizados a partir da década de 1970, o artista cria maior distinção entre a figura e o plano de fundo, empregando também grandes planos de cores.

## Arte Naïf
Naif da língua francesa, em uma tradução livre significa ingênuo, este termo é usado como nome a uma vertente de arte moderna que hoje é mundialmente reconhecida.
A arte “naif”, também conhecida por muitos de “arte primitiva moderna”, expressão criada por Georges Kasper, caracteriza em seu interior a “sutileza” e a “ingenuidade” do artista, que sem referências culturais limitadores e sem conhecimento teórico , retrata em suas telas beleza e simplicidade.
O artista “naif” ou primitivos modernos, ao contrário dos primitivos tradicionais (pré-história), não são produtos de um estado de evolução cultural. Sem modelos, os “Naifs” enfocam em temas variados, predominando cenas da vida cotidiana (rurais ou urbanas), geralmente com minuciosas descrições e preciosos detalhes.
É único, não continua uma tradição e nem rompe com uma por não a ter estudado, não se preocupa com normas impostas pelas academias e críticos de arte.
Desproporções, cores vibrantes, ausência de profundidade e criatividade espontânea, passam a ser as principais características desses artistas autodidatas.
Os ingênuos sempre existiram durante a história da arte, porém nunca se havia dado devida atenção a eles, foi quando no final do século XIX princípio do século XX junto ao Expressionismo e o Fovismo, despertou o olhar para a arte “elementar”, o pintor de domingo, a arte da criança e do selvagem, pois se via a mudança na predominância de valores da esfera intelectual ou racional do homem para a área intuitiva ou emocional da arte, assim passava a acreditar em obras autenticas nascendo a vertente a arte Naif, com seu precursor Henri Rousseau.